# McBusted (album)
McBusted – pierwszy album brytyjskiej supergrupy McBusted, w której skład wchodzą członkowie zespołu McFly: Tom Fletcher, Danny Jones, Dougie Poynter i Harry Judd oraz Matt Willis i James Bourne, byli członkowie zespołu Busted. Płyta ukazała się 1 grudnia 2014 roku w Wielkiej Brytanii, a już 19 grudnia album otrzymał tytuł srebrnego. 27 lutego 2015 roku album pokrył się złotem.

## Historia powstania
Nad albumem oprócz McBusted pracowali między innymi: Mark Hoppus (z blink-182), Rivers Cuomo (z grupy Weezer) oraz Alex Gaskarth (z All Time Low). W utworze "Hate Your Guts" Hoppus pojawia się gościnnie. Na płycie znalazł się pierwszy singiel grupy "Air Guitar", który był inspiracją do nagrania wspólnego albumu. Bourne napisał "What Happened To Your Band" po rozpadzie zespołu Busted w 2005 roku. Utwór "Getting It Out" został napisany razem z Rivers Cuomo kilka lat wcześniej dla McFly, ale nie został wtedy wykorzystany.
McBusted nagrali teledyski do utworów "Air Guitar" oraz "Get Over It".

## Utwory
1. "Air Guitar" (Tom Fletcher, Danny Jones, James Bourne, Steve Robson)
2. "Hate Your Guts" (występuje: Mark Hoppus) (Fletcher, Dougie Poynter, Hoppus)
3. "What Happened to Your Band" (Bourne, Michael Raphael, Tommy Henriksen, John Fields)
4. "Get Over It" (Fletcher, Harry Judd, Robson, Alex Gaskarth)
5. "Riding on My Bike" (Bourne, Matt Willis, Wilkinson)
6. "Gone" (Bourne, Jones, Fletcher, Robson)
7. "Sensitive Guy" (Fletcher, Poynter, Hoppus)
8. "Beautiful Girls Are the Loneliest" (Bourne, Fields)
9. "Before You Knew Me" (Fletcher, Willis, Matt Prime)
10. "Back in Time" (Fletcher, Robson, Mike Busbee)
11. "How's My Hair" (Bourne, Fletcher)
12. "Getting It Out" (Jones, Poynter, Fletcher, Rivers Cuomo, Josh Alexander)

## Utwory (Deluxe Edition)
1. "23:59" (Jones, Poynter, Judd, Willis, Roy Stride)
2. "In da Club" (Fletcher, Bourne, Jones, Judd, Willis, Poynter)
3. "I See Red" (Bourne, Willis)